# Корнильо
Корнѝльо (на италиански: Corniglio, на местен диалект Cornì, Корни) е село и община в северна Италия, провинция Парма, регион Емилия-Романя. Разположено е на 690 m надморска височина. Населението на общината е 2071 души (към 2010 г.).